# Andreas Wagener (Ökonom, 1972)
Andreas Wagener (* 25. Juli 1972 in Freiburg im Breisgau) ist ein deutscher Wirtschaftswissenschaftler, Politikwissenschafter und Hochschullehrer.

## Werdegang
Nach einer Ausbildung zum Bankkaufmann studierte Wagener ab 1993 in Freiburg im Breisgau Politikwissenschaften, Betriebswirtschaft und Finanzwissenschaft. Von 1998 bis 2000 promovierte er an der TU Chemnitz mit einer Dissertation über die Europäische Zentralbank. 2012 übernahm Wagener an der Hochschule Hof die Professur für E-Commerce und Social Media. Seit 2018 ist er Studiengangleiter für Betriebswirtschaft. 
Wagener beschäftigt sich in seinen Forschungen sowie als Keynotespeaker und als Autor des Blogs nerdwaerts.de unter anderem mit den ökonomischen und gesellschaftlichen Auswirkungen der Digitalen Transformation. Seine Schwerpunkte liegen in den Bereichen Künstliche Intelligenz, Industrie 4.0, Blockchain, Plattformökonomie sowie Virtual Beings, Transhumanismus und Cyborgs. Er ist ferner Herausgeber der Hofer Akademische Schriften zur Digitalisierung und Initiator und Organisator der jährlich stattfindenden hochschulöffentlichen Veranstaltungsreihe zur Digitalisierung der Fakultät Wirtschaft an der Hochschule Hof. Er ist stellvertretender Aufsichtsratsvorsitzender der OMB AG.

## Veröffentlichungen (Auswahl)

### Buchveröffentlichungen, Co-Autorenschaft und Lehrbriefe
- A. Wagener: Künstliche Intelligenz im Marketing – ein Crashkurs Haufe Verlag, Freiburg 2019, ISBN 978-3-648-12392-8.
- A. Wagener: Die Europäische Zentralbank Westdeutscher Verlag, Wiesbaden 2001, ISBN 3-531-13647-X.